# Maria Louvet
Marie Juliette Louvet (ur. 9 maja 1867 w Pierreval, Seine Martime, zm. 24 września 1930 w Paryżu) – kochanka księcia Monako, Ludwika II, matka jego jedynego dziecka, córki Charlotte Grimaldi.

## Dzieciństwo i młodość
Maria urodziła się 9 maja 1867 roku w Pierreval, miejscowości w Górnej Normandii we Francji. Jej rodzicami byli Henri Louvet i jego pierwsza żona, Josephine Elmire Piedefer. Nie miała rodzeństwa.
Louvet była piosenkarką kabaretową i przebywała w okupowanej przez Francję Algierii.

## Małżeństwo i rodzina
6 października 1885 w Paryżu poślubiła Achillesa Delmaet (ur. 1860, zm. 1914), francuskiego fotografa. Małżonkowie doczekali się dwójki dzieci: Jerzego (ur. 1884, zm. 1955) i Małgorzaty (ur. 1886, zm. 1964). Ich rozwód nastąpił 14 stycznia 1893 roku w stolicy Francji.
W Algierii poznała Ludwika Grimaldi, następcę monakijskiego tronu. Zakochała się w wzajemnością, ale ojciec księcia, Albert I Grimaldi nie zaakceptował związku syna. Ludwik ponoć poślubił Marię w 1897 roku, ale nie ma na to żadnych dowodów. Niemniej jednak Maria zaszła w ciążę w 30 września 1898 w Konstantynie powiła córkę, która otrzymała imiona Charlotte Luiza Julietta i po matce nazwisko Louvet. W 1908 roku Grimaldi porzucił swoją rodziną i powrócił do Monako, gdzie kontynuował karierę wojskową.

## Potomkowie
| Dzieci                         | Wnuki                      | Prawnuki                      |
| Jerzy Delmaet                  |                            |                               |
| Małgorzata Delmaet             | zmarła bezpotomnie         |                               |
| Charlotte, księżna Valentinois | Antoinette, baronowa Massy | Elżbieta de Massy             |
| Charlotte, księżna Valentinois | Antoinette, baronowa Massy | Krystian de Massy             |
| Charlotte, księżna Valentinois | Antoinette, baronowa Massy | Krystyna de Massy             |
| Charlotte, księżna Valentinois | Rainier III, książę Monako | Karolina, księżna Hanoweru    |
| Charlotte, księżna Valentinois | Rainier III, książę Monako | Albert II, książę Monako      |
| Charlotte, księżna Valentinois | Rainier III, książę Monako | księżniczka Stefania z Monako |

## Matka następczyni tronu
W 1911 roku w księstwie Monako nastał kryzys, bowiem książę Albert I był u schyłku życia, a jego jedyny syn i następca Ludwik II nie ożenił się i nie posiadał legalnych potomków. Tron monakijski mógł wówczas przejść w ręce jego kuzyna w pierwszej linii, Wilhelma Witermberga, który w 1918 roku został proklamowany królem Litwy.
Ludwik II podjął działania, które doprowadziły do adopcji jego jedynej córki. Charlotte nosiła odtąd rodowe nazwisko Grimaldi i znalazła się na liście sukcesji monakijskiego tronu, chociaż jej rodzice nigdy nie zawarli związku małżeńskiego. W 1922 zmarł jej dziadek, Karol III Grimaldi i automatycznie została następczynią tronu. Ostatecznie nigdy na nim nie zasiadła, zrzekając się wszystkich praw na rzecz swojego syna, Rainiera III.
Maria zmarła 24 września 1930 roku w Paryżu.